# 496 Грифија
496 Грифија (лат. 496 Gryphia) је астероид главног астероидног појаса са пречником од приближно 15,47 km.
Афел астероида је на удаљености од 2,372 астрономских јединица (АЈ) од Сунца, а перихел на 2,026 АЈ.
Ексцентрицитет орбите износи 0,078, инклинација (нагиб) орбите у односу на раван еклиптике 3,790 степени, а орбитални период износи 1191,353 дана (3,261 године).
Апсолутна магнитуда астероида је 11,61 а геометријски албедо 0,167.
Астероид је откривен 25. октобра 1902. године.